# 電波妨害装置

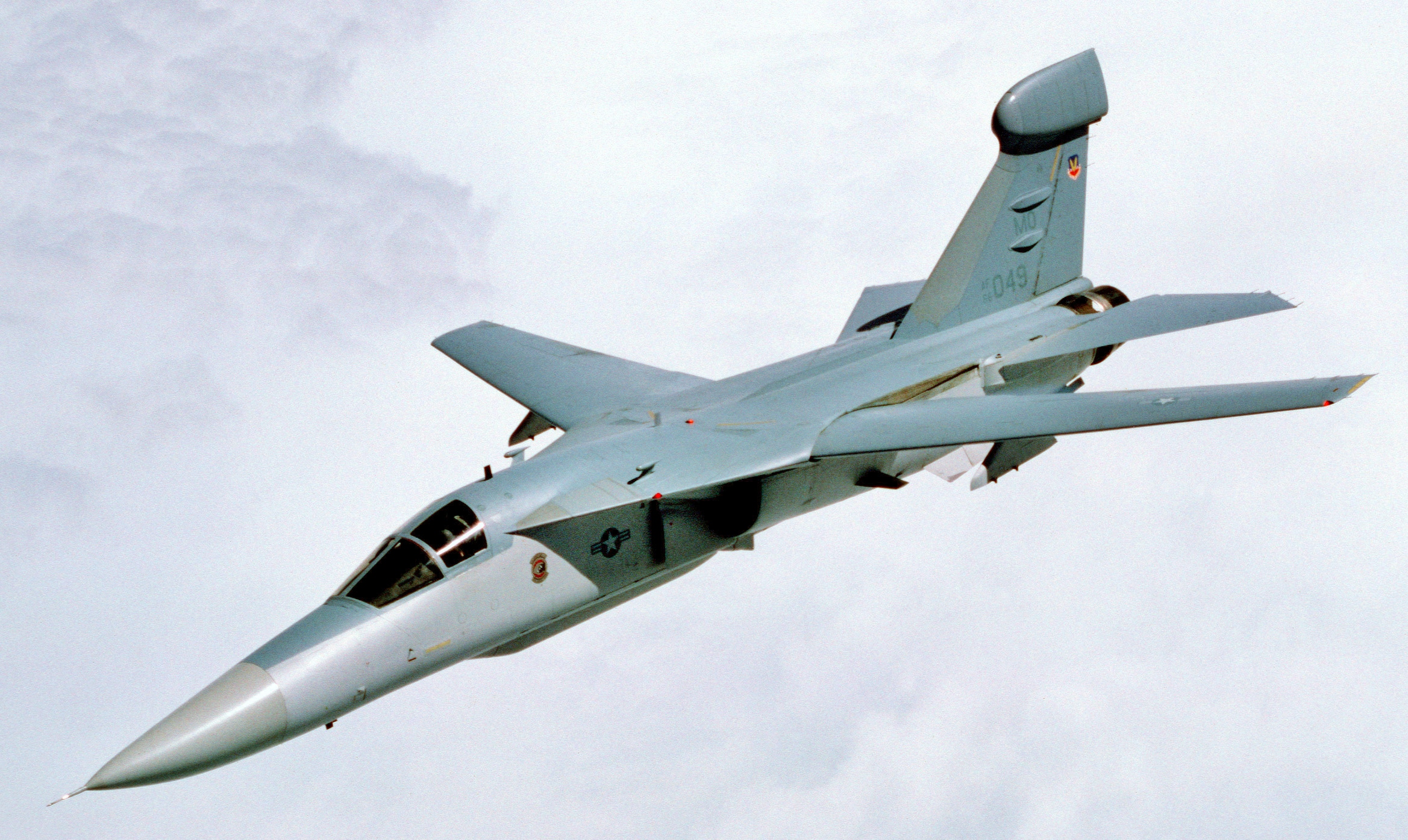
EF-111A レイブン電子戦機

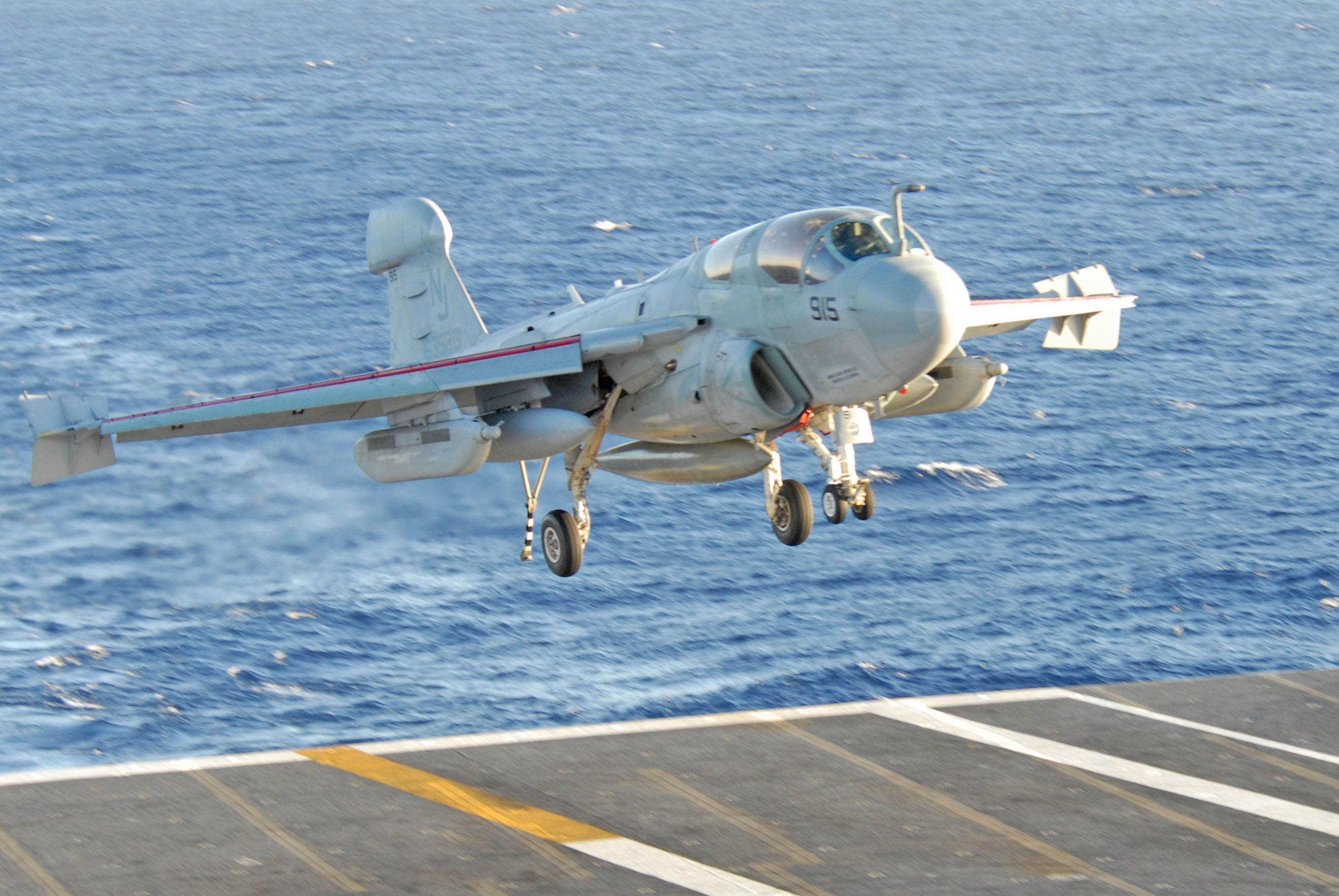
EA-6A/Bプラウラー 電子戦機

電波妨害装置（でんぱぼうがいそうち、英語: Electronic Countermeasure system, Jammer）は、妨害（ECM）を行う装置の総称。軍用航空機と戦闘艦での使用が多い。

## 航空用電波妨害装置
アメリカ合衆国
AN/ALQ-99
AN/ALQ-119
ウェスティングハウス社により、AN/ALQ-101の更新を目的として開発された自衛妨害装置で、1972年よりベトナム戦争において実戦投入された。のちにイスラエルでEL/L-8202、さらにドイツでケルベロスに発展した。ドイツのケルベロス・シリーズは、現在、最新のケルベロスIVがトーネード自衛妨害装置（Tornado Self Protection Jammer,TSPJ）として採用されている。
AN/ALQ-131
ウェスティングハウス社により、同社のAN/ALQ-119の近代化改修により開発された自衛妨害装置であり、1976年より生産に入った。モジュラー化設計により継続的な改良を受けており、ブロックIIにおいて商用オフザシェルフ化を導入している。現在では段階的にAN/ALQ-211に更新されている。
AN/ALQ-165
ITT社/ウェスティングハウス社により、AN/ALQ-126およびAN/ALQ-162の更新を目的として、機上自衛妨害装置（airborne self-protection jammer, ASPJ）として開発された。開発は1979年より開始され、1989年には量産前生産が開始された。財政上の事情により、1992年にいったん計画は中断された。しかし、1994年より海軍のF-14Dへの装備化が再開され、また、1995年には、ユーゴスラビア紛争に伴うSA-6の脅威に対抗するため、空軍のF-16および海兵隊のF/A-18への装備化が認可された。AN/ALQ-165はデジタル回路を備え、複数の脅威に同時対処できる。対応周波数は0.7-18GHz（のちに1-35GHz）とされており、この広い帯域に対応するため、それぞれ独自の受信機とTWT型送信機を備えた高周波部と低周波部が搭載されている。設計はモジュラー化されており、標準的には5つのWRA/LRUによって構成されている。
AN/ALQ-184
レイセオン社によるAN/ALQ-119の発展型で、1982年に制式化された。外形上はおおむねAN/ALQ-119を踏襲しているが、回路のデジタル化や可動式アンテナが導入されている。また、-184(V)9よりAN/ALE-50曳航式デコイが導入された。
 イギリス
スカイシャドウ
イギリス空軍のトーネードGR.1/GR.4に搭載される自衛妨害装置。トーネードGR.4の退役に伴い、スカイシャドウも退役した。
 ソビエト連邦/ ロシア
ソルブツィヤ
Su-27フランカーに搭載される自衛妨害装置。主翼端ハードポイントにR-73AAM用ランチャーと二者択一で搭載する。
ヒービヌイ
ロシア空軍のSu-34フルバックに搭載される自衛妨害装置。上述のソルブツィヤと同様に、主翼端ハードポイントにR-73AAM用ランチャーと二者択一で搭載する。
 ベラルーシ
タリスマン
ベラルーシで開発された自衛妨害装置で、MiG-29やSu-25に搭載する。ベラルーシ以外にもカザフスタンとアゼルバイジャンに輸出されている。ポッド下面にR-73の発射レールを装着できるように設計されている。

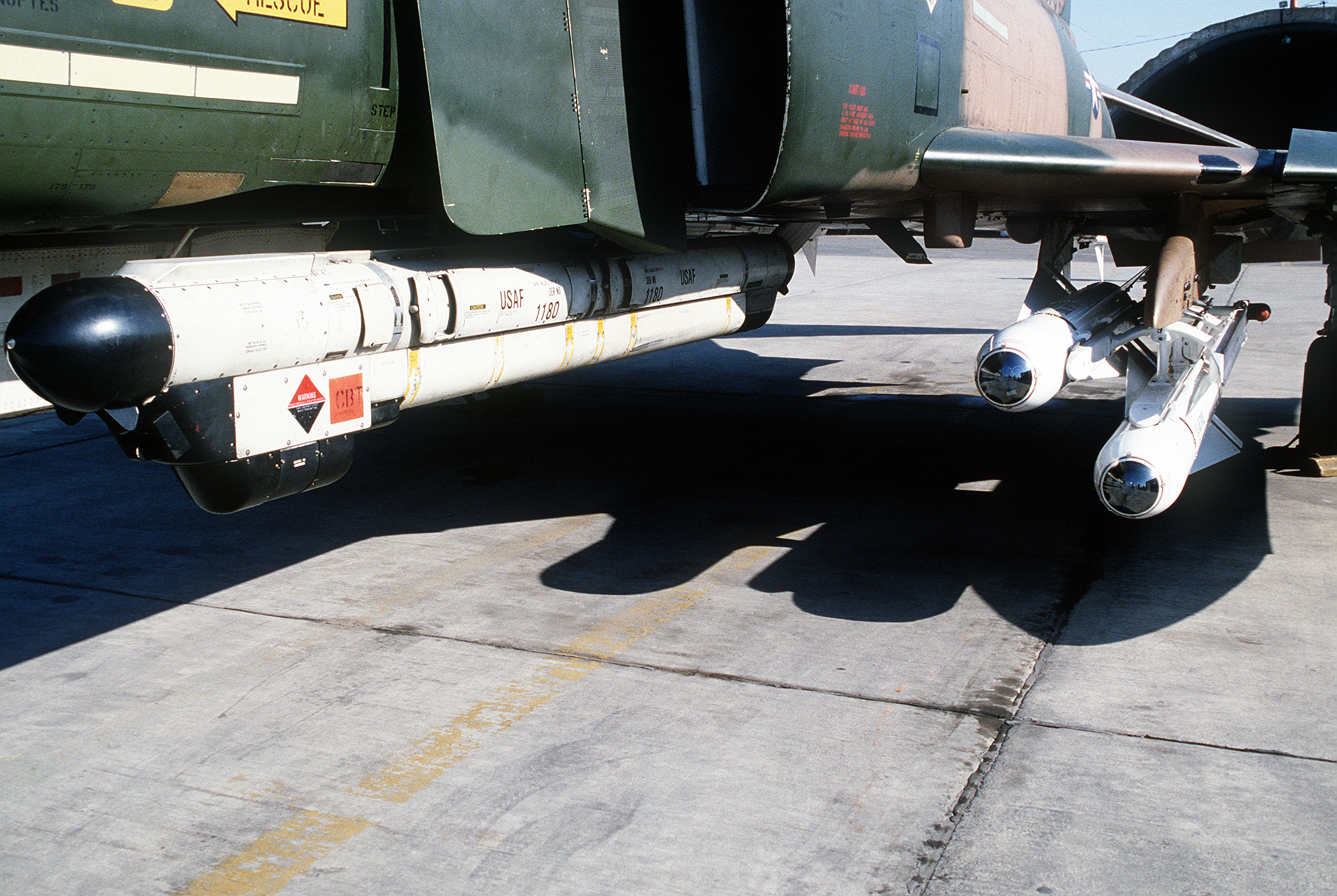
AN/ALQ-119
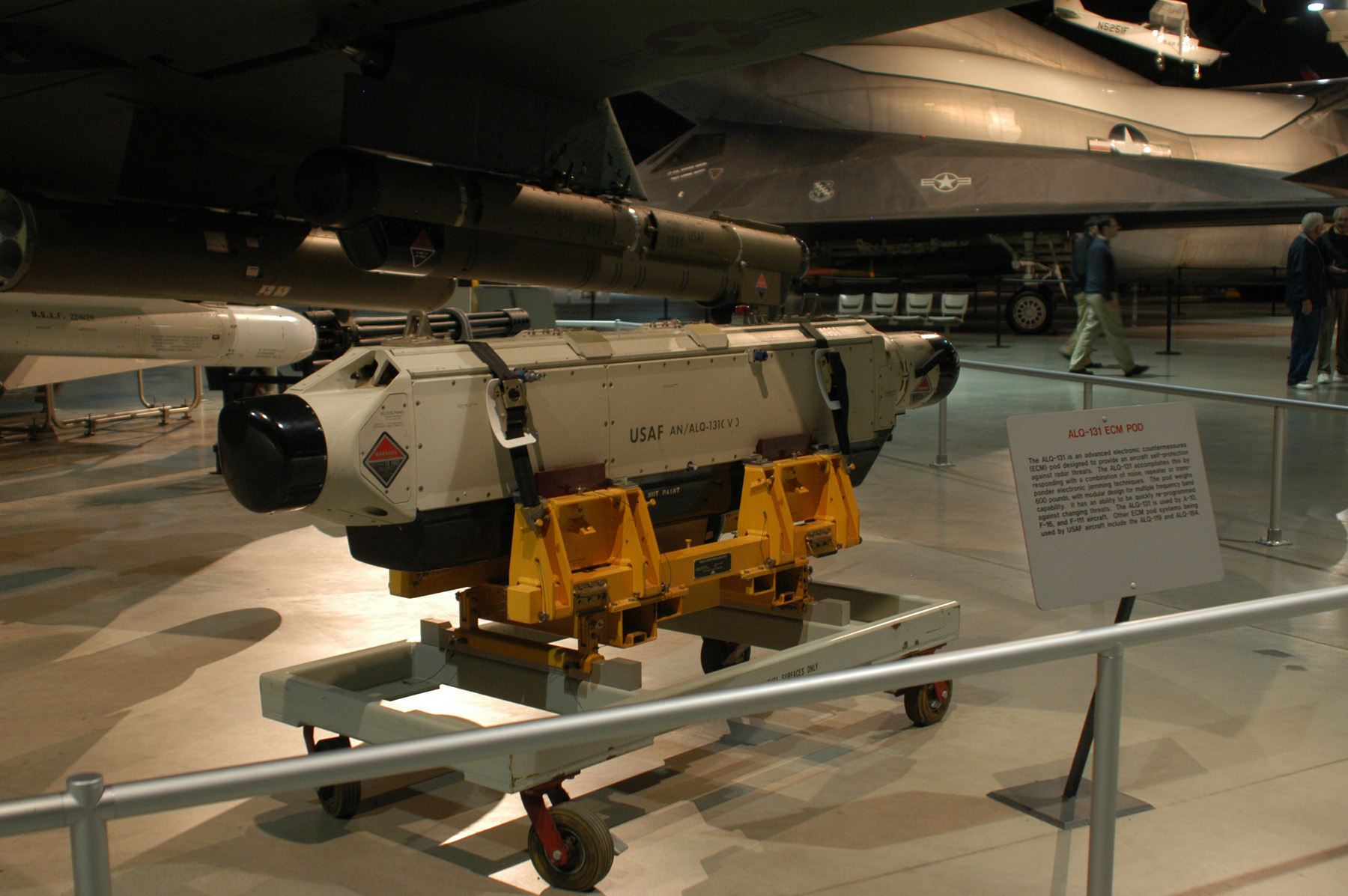
AN/ALQ-131
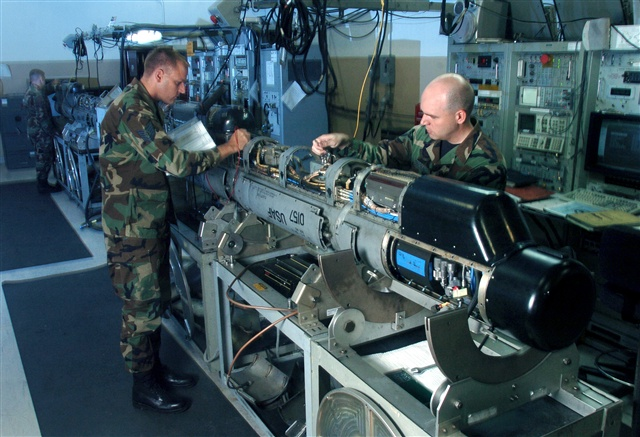
AN/ALQ-165
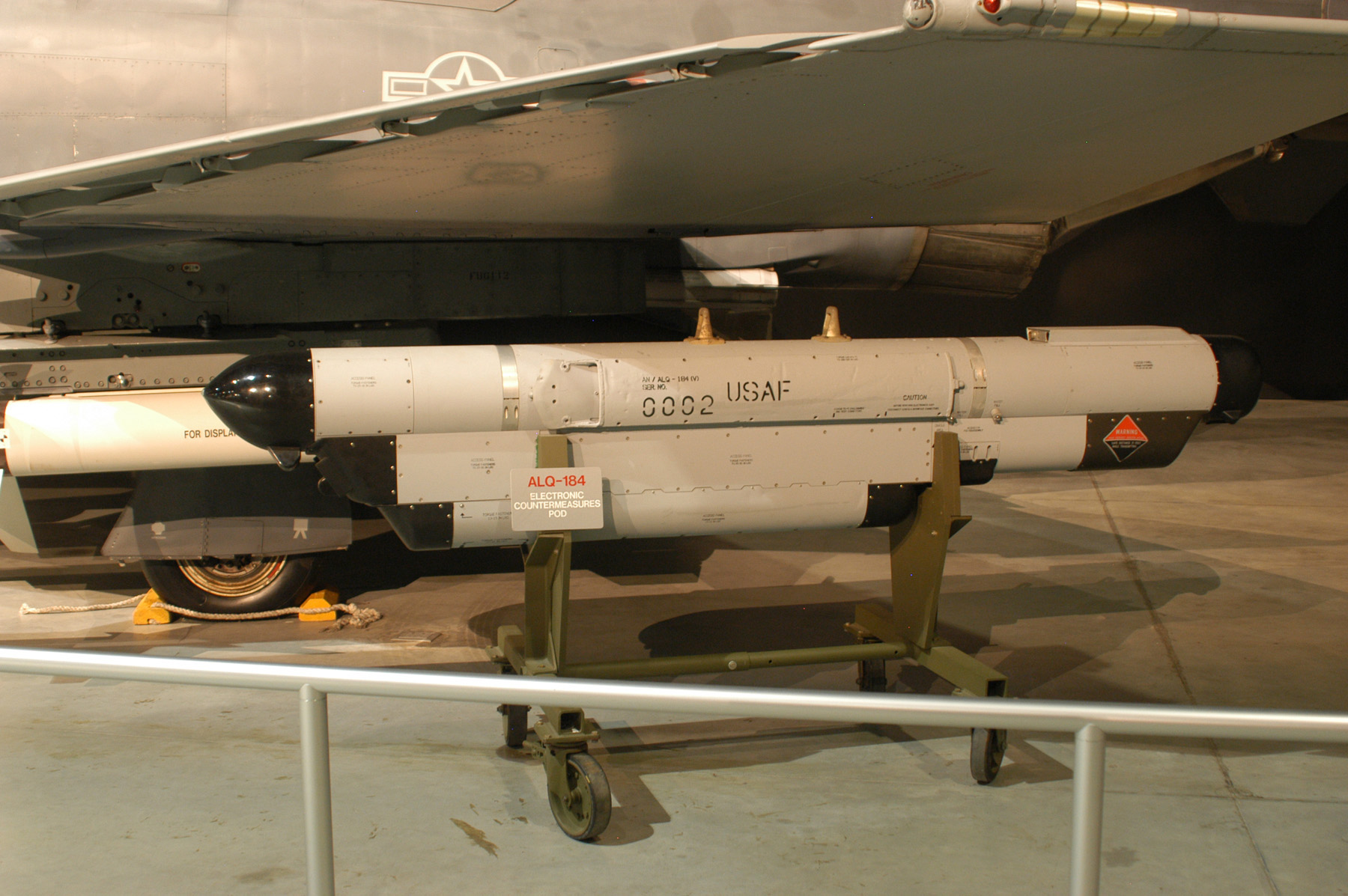
AN/ALQ-184
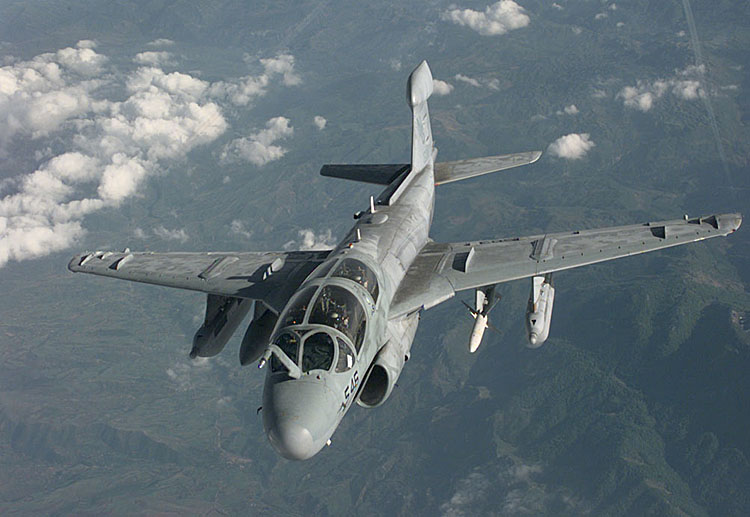
EA-6B電子戦機。両翼にAN/ALQ-99を搭載。
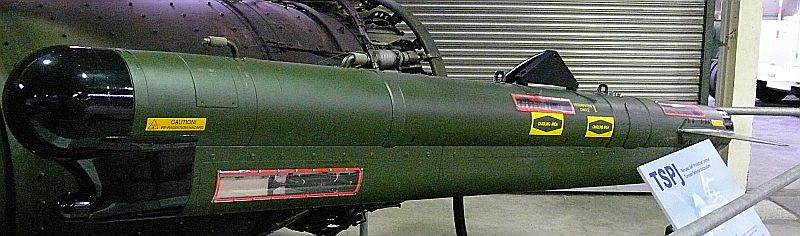
TSPJ
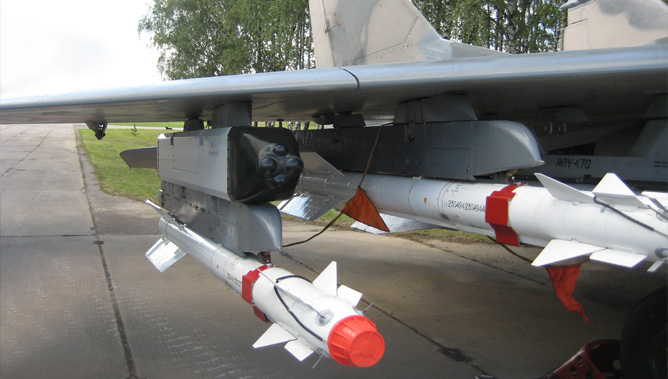
タリスマンECMポッド。下面にR-73の発射レールを装着している。
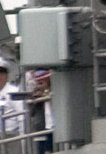
サイドキック電子妨害装置。AN/SLQ-32(V)5のサブ・システム。

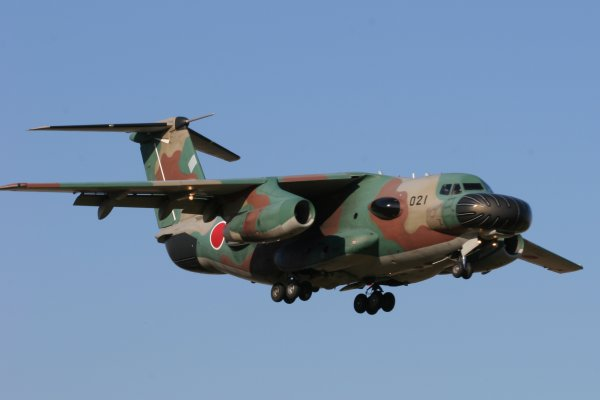
EC-1

 日本
J/ALQ-5(ECM装置)
航空自衛隊のEC-1に搭載される電波妨害装置。C-2のスタンド・オフ電子戦型にも装備予定。

## 地上用電波妨害装置

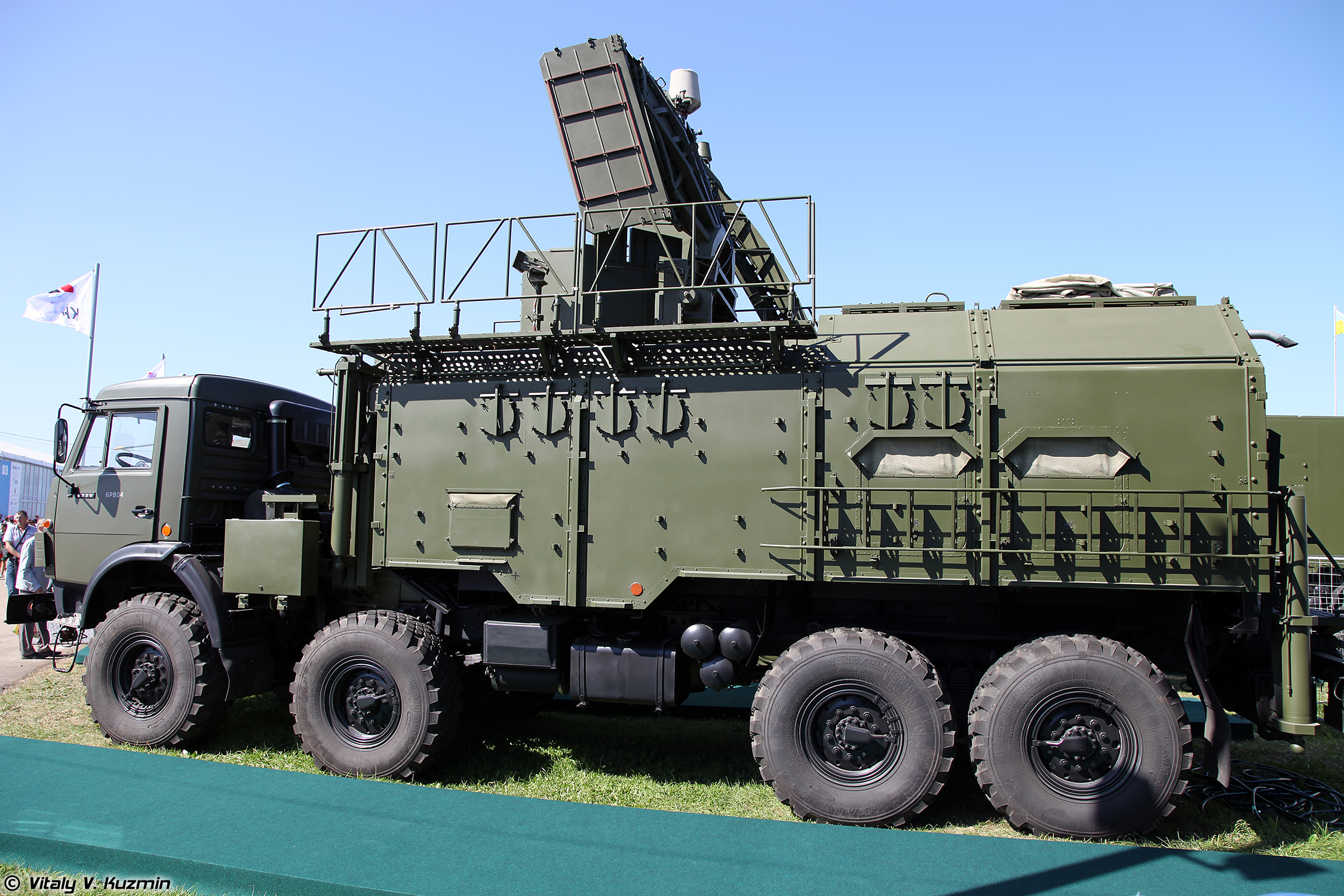
モスクワ

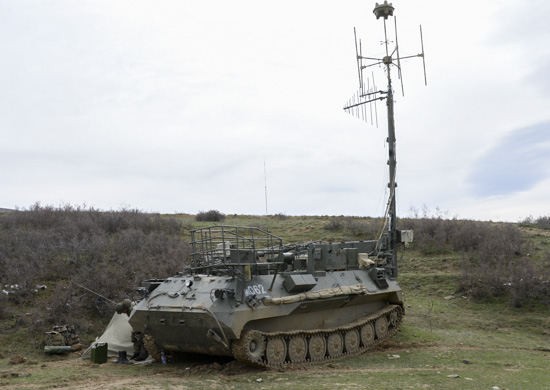
ボリソグレブスク-2

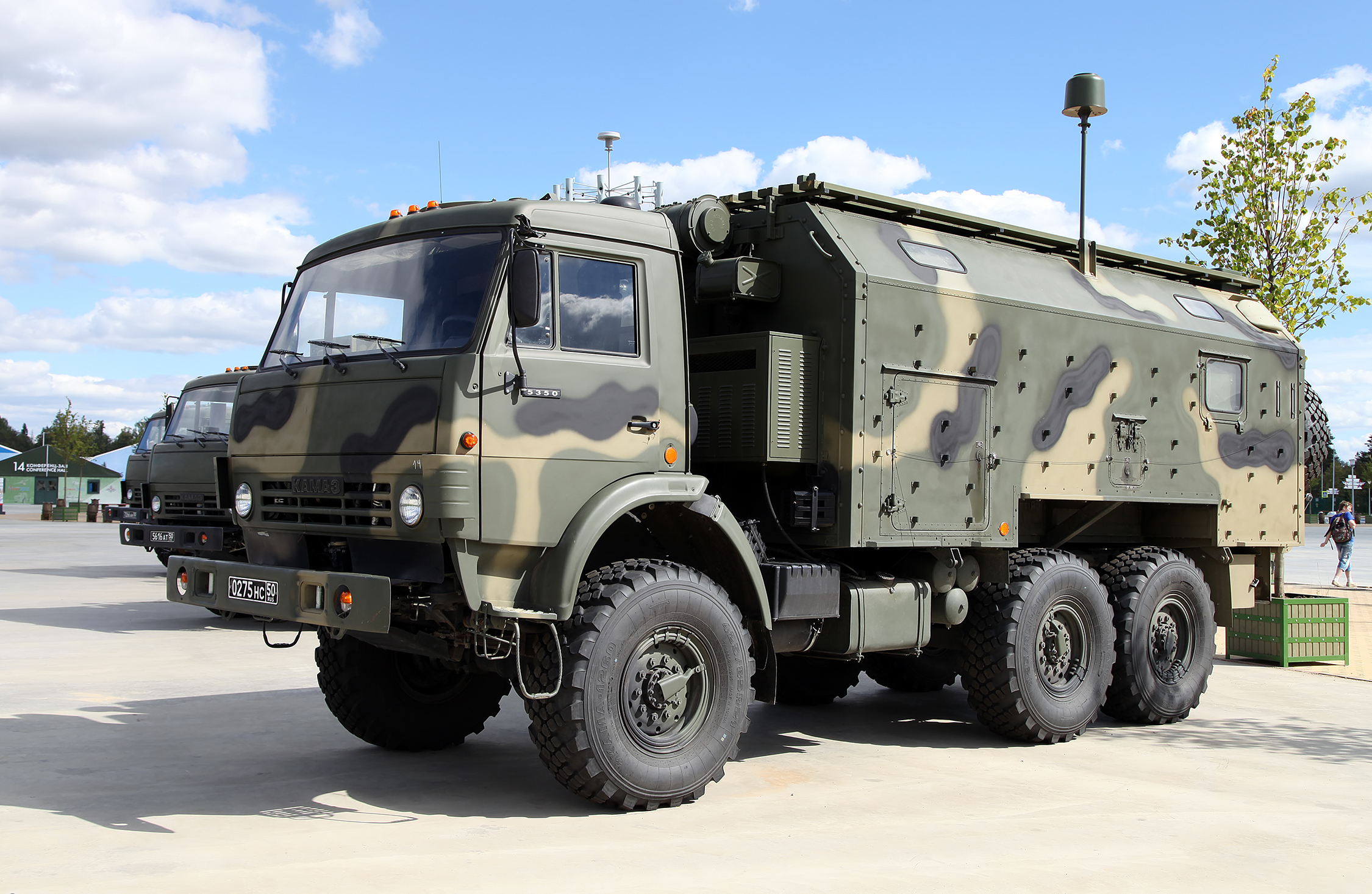
Leer-3統制車両 2015

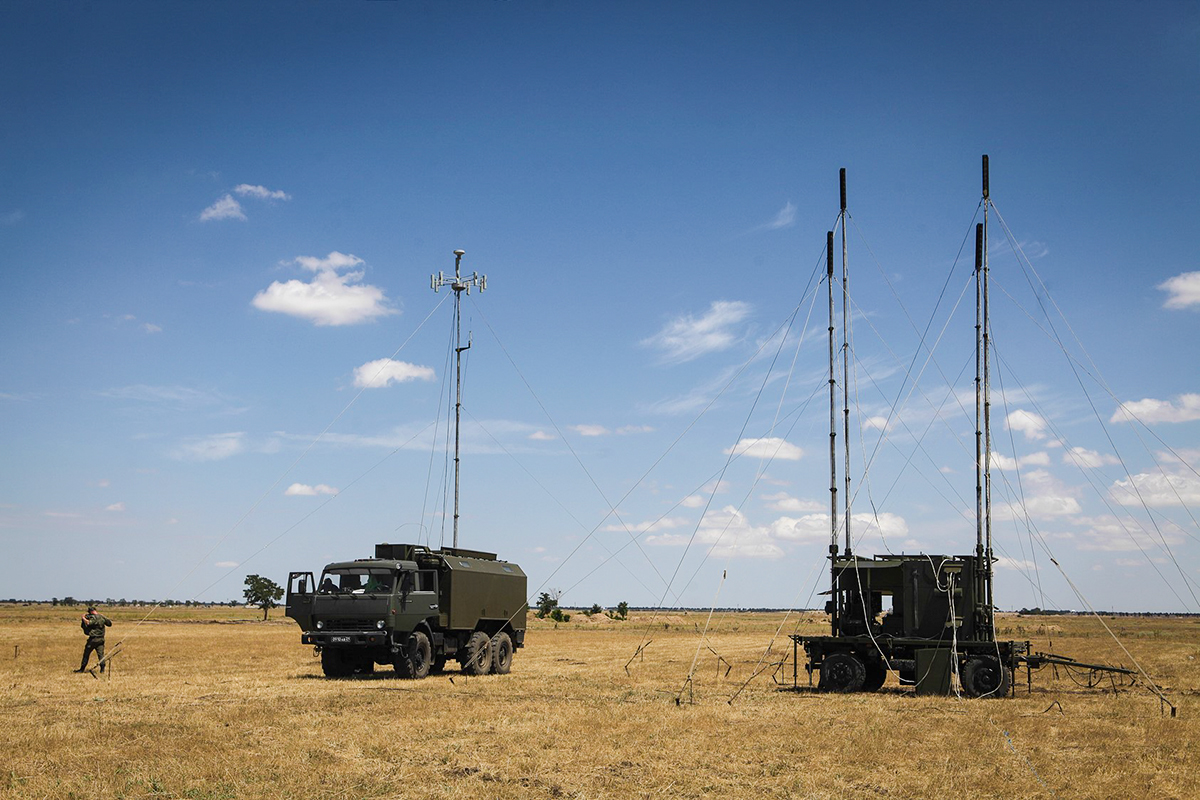
R-330Żジテル 2018

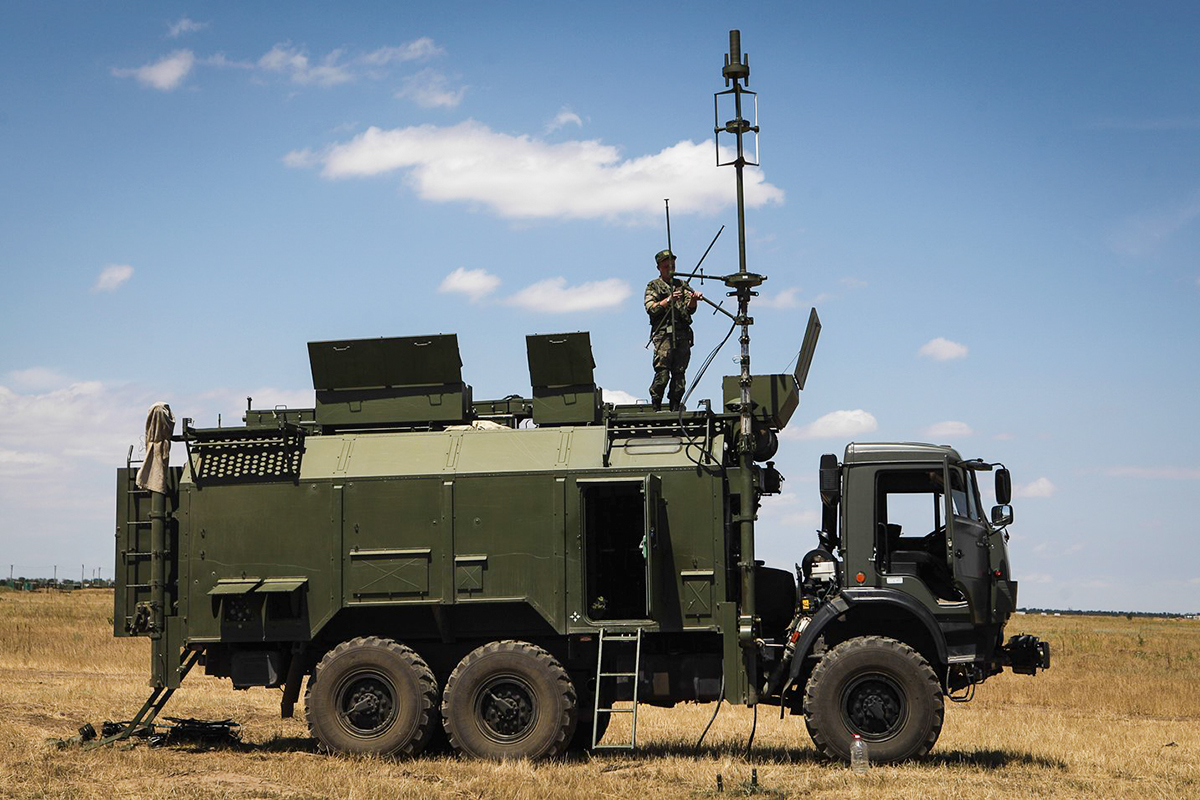
R-934BMV ECM station. 2018

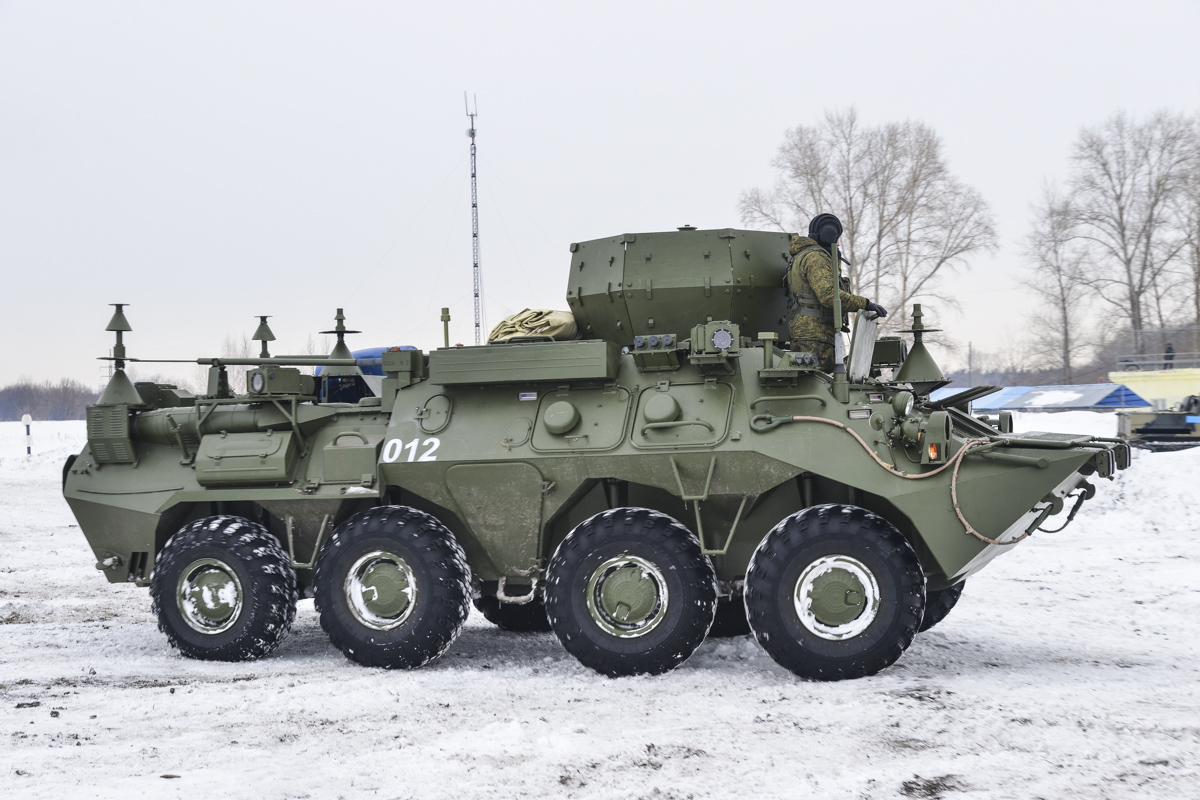
RB-531B 2018

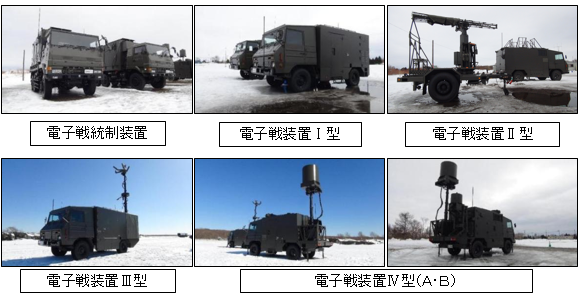
ネットワーク電子戦システム（NEWS）

ロシア
Pole-21
ロシア陸軍が運用するGPS機能妨害装置で、GPS誘導された無人航空機（UAV）・ドローン、スマート爆弾、誘導ミサイルに対抗すべく半径50km圏内のGPS信号を無効化する電子戦システム。2022年ロシアのウクライナ侵攻でウクライナ軍のGPS精密誘導兵器群やUAVに対して使用されている。

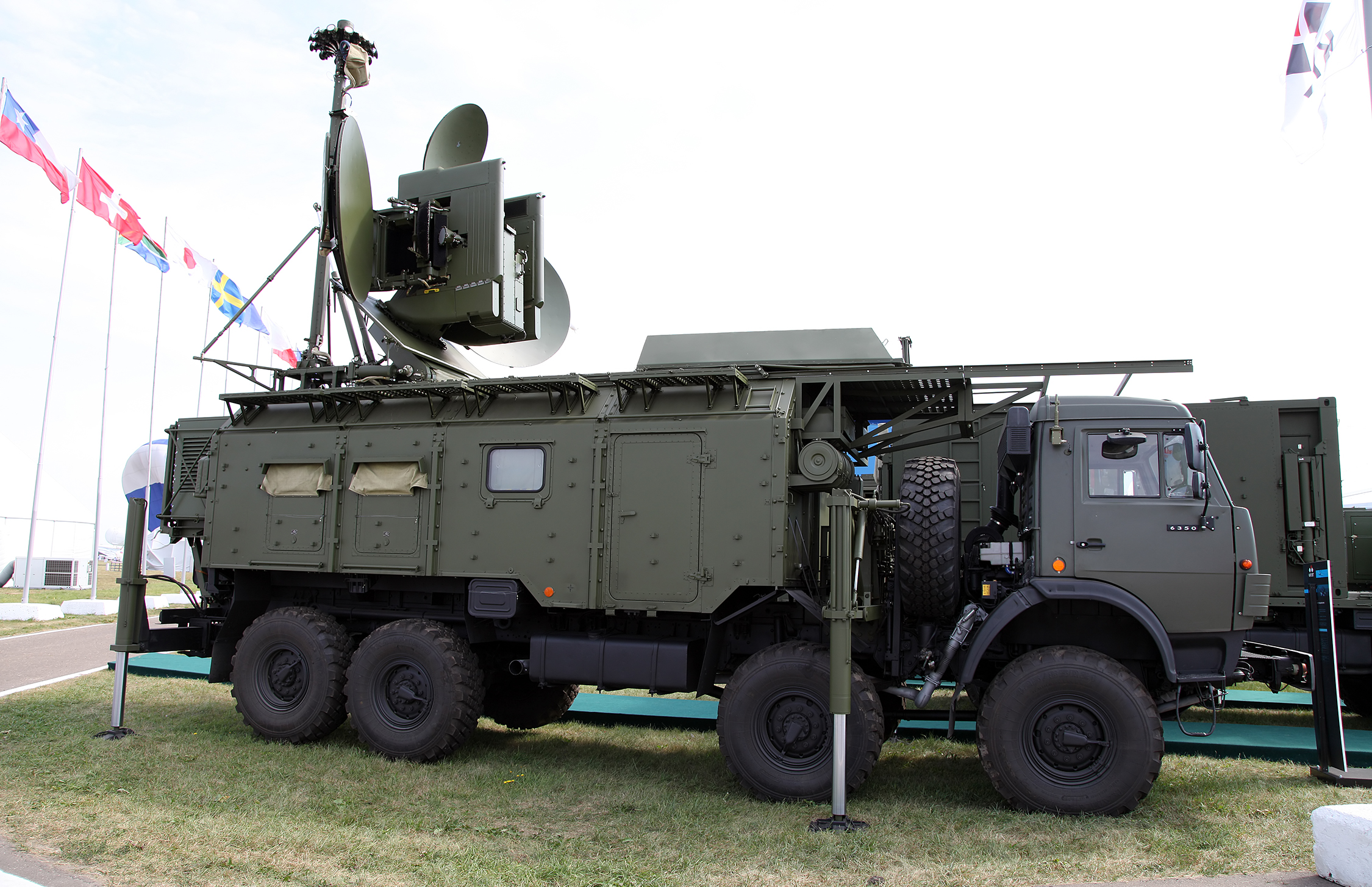
クラスハ
ロシア陸軍が運用する広帯域多機能妨害局で、主な標的は、空中無線電子機器（UAVなど）とレーダー誘導式空中システムである。
モスクワ（Moskva-1 1L267）
対空電子戦システムで、ECM機能とパッシブレーダー機能を有し、400km以上離れた航空機や巡航ミサイルを探知、妨害する。
Divnomorye
2018年にロシア陸軍に導入された電子戦装置で、Moskva-1システムと同様に、バージョン2 及び4でクラスハシステムを置き換える予定。
ボリソグレブスク-2（R-330BMV Borisoglebsk-2B）
レーダー及び通信を探知妨害する電子戦装置。2022年ロシアのウクライナ侵攻でウクライナ軍に多数撃破されている。
RB-341V 「Leer-3」
ロシア陸軍が運用する地上配備電子戦システム。1両のKamAZ-5350運搬車と2機のUAV「Orlan-10」で構成。ロシア国防省の報告によると、Leer-3電子戦システムは、指揮統制所として機能するKamAZ-5350トラックに接続された2〜3機のOrlan-10無人航空機を使用し、半径6キロメートル (3.7 マイル)に影響を与える。UAVは、UAV に設置されたジャマーと、地上に投下される使い捨てのジャマーを組み合わせて、近くのセルラー通信塔を妨害。その後、UAVはSMSテキストメッセージと音声メッセージを送信できるようになり、近くのセルラー通信を効果的にハイジャックする。Leer-3はもともとGSMネットワークで機能するように設計されていたが、最近では3Gおよび4Gネットワークで使用されることが確認されている。
R-330Ż「Żytiel」
ロシア陸軍が運用する移動式電子戦装置。Ural 43203トラックシャーシに搭載され、牽引するトレーラーには4つのアンテナと発電機が設置されて構成されている。無人機や巡航ミサイルに対処し、半径 20～25キロメートル以内のインマルサットおよびイリジウム衛星通信システム、 GPS-NAVSTAR衛星ナビゲーションシステム、およびGSM 900 / GSM 1800セルラー通信システムの基地局等の地上目標を妨害する。
RB-636AM2「Svet-KU」
ロシア陸軍が運用する移動式電子戦装置。 KamAZ-5350運搬車をベース。VHF、UHF、及び固定・移動式の無線システムの位置と発信源の特定を行う。
R-934UM
ロシア陸軍及びベラルーシ軍が運用する移動式電子戦装置。無線および衛星通信、VHF無線電話システム、移動無線システムの半径30km以内の信号を妨害。敵の無人偵察機を検出し、地上管制局との衛星通信を妨害して、緊急着陸を強制することも可能。
RB-531B インファウナ
ロシア空挺軍において大隊戦術級の防護のため、2012年より運用される。車体はBTR-80をベースとし、VHF周波数範囲で敵の無線通信システムを妨害し、無線制御即席爆発装置(IED) 等の攻撃から道路、設備、人員を防護する。
 日本
ネットワーク電子戦システム
陸上自衛隊の運用する電子戦システム、通称NEWS（ニュース）。電波の収集・分析を行うとともに、相手方の通信電子活動を妨害して、作戦を有利に進めるためのシステムでNEWSは各周波数帯の電波収集・妨害を担任する「電子戦装置」、各電子戦装置が収集した情報の処理・分析、電子戦装置に対する指揮統制、他システム等との連接等機能を担当する「電子戦統制装置」から構成される。
 中国
名称不明

5台の6×6東風猛士CSZ181装甲車両に搭載されたシステムで構成される。VHF/UHF/SHF スペクトルの監視と方向探知に適した2つの伸縮式マストを使用し、通信の電子支援手段 (ESM)能力と妨害能力を有する。

## 類似装置

### IEDへの対抗手段
IEDは携帯電話を使用した遠隔起爆が行われる場合があり、イラク駐留軍ではこれらへの対抗手段として、携帯電話の電波帯に対して妨害電波を放射する装置がある。

## 衛星測位システムへの妨害信号
スプーフィングにより、衛星測位システムと同じ周波数帯、同じ信号フォーマットの妨害信号を送信することにより、取得する座標を誤らせる装置がある。

### 民生無線通信への妨害装置
近年、妨害対象を民間の無線通信（携帯電話やPHS）に絞った電波妨害装置として、通信機能抑止装置が開発・販売されている。これは、劇場、コンサートホール、映画館など、携帯電話での通信を阻害することが公共の福祉に有益と判断される場所に設置するためのものである。